# Питт (округ)
Округ Питт (англ. Pitt County) расположен в США, на востоке штата Северная Каролина. Официально образован в 1760 году и назван в честь графа Уильяма Питта-старшего — премьер-министра Великобритании. Один из быстрорастущих центров штата, в округе наблюдается значительный рост населения с 1990 года. В 2000 году население округа было 133 798, в 2006 году — 145 619. Окружным центром является город Гринвилл.

## История
Округ был образован в 1760 году из округа Боферт и назван в честь  графа Уильяма Питта-старшего — Государственного секретаря южных департаментов и лидера Палаты общин Великобритании, который позже стал премьер-министром Великобритании.

## География
По данным Бюро переписи США, общая площадь округа составляет 1 696 км², из которых 1,688 км² — суша, 8 км² (0.49%) — водная поверхность.

### Районы
Округ разделён на 17 районов.

### Соседние округа
- Мартин — северо-восток
- Бофорт — восток
- Крейвен — юго-юго-восток
- Ленор — юго-юго-запад
- Грин — юго-запад
- Уилсон — запад
- Эджком — северо-запад

## Города
- Эйден
- Бетел
- Фолкленд
- Фармвилл
- Фаунтин
- Гринвилл
- Грифтон
- Гримсленд
- Симпсон
- Стокс
- Уинтервилл

## Образование
Образовательную систему округа составляют следующие учреждения:
- Восточно-Каролинский университет
- Коммунальный колледж округа Питт

## Транспорт
Округ Питт расположен в 20 милях к востоку от Interstate 95, самого крупной автомагистрали США. Местный аэропорт Питт-Гринвилл обеспечивает ежедневные полёты в Международный аэропорт Шарлотт-Дуглас. Обслуживается компанией US Airways.
Основные транспортные магистрали, проходящие через округ: US 264, US 264 Bypass, US 258, NC 11, US 13, NC 33, NC 43, and NC 903.